# اطلاعات تهدید رایانه‌ای
اطلاعات تهدید رایانه‌ای یا هوش تهدید (به انگلیسی: Cyber threat intelligence - CTI) اطلاعاتی در مورد تهدیدهای سایبری و عوامل آن است که به کاهش وقایع مخرب در فضای مجازی کمک می‌کند. منابع اطلاعاتی برای شناسایی تهدیدات می‌تواند شامل اطلاعات منبع باز، اطلاعات رسانه‌های اجتماعی، اطلاعات انسانی، اطلاعات فنی یا اطلاعاتی از وب عمیق و تاریک باشد.

## انواع
سه نوع فراگیر اطلاعات در مورد تهدیدها وجود دارد:
- تاکتیکی: اطلاعات تهدید تاکتیکی شامل جزئیات بیشتر (شامل آدرس‌های آی‌پی، نام پرونده‌ها یا هش‌ها) در مورد عوامل تهدید TTP است. این نوع هوش تهدید، رویداد‌ها و عملیات‌های روزانه را پشتیبانی می‌کند و به ارائه ساختاری از تکنیک ها، تاکتیک ها، و رویه‌های تهدیدگران برای مخاطبان فنی می‌پردازد. این یافته برای تقویت کنترل‌های امنیتی موجود استفاده می‌شود و به حذف آسیب‌پذیری‌های شبکه کمک می‌کند.[۱]
- عملیاتی: جزئیاتی در مورد انگیزه یا توانایی بازیگران تهدید، از جمله ابزارها، تکنیک‌ها و روش‌های آنها[۳]
- استراتژیک: این دسته از هوش تهدید مشکلات بلندمدت و روند‌های سریع را پوشش می‌دهد. این نوع از هوش تهدید می‌تواند تصویری کلی از توانایی‌ها و اهداف تهدیدات سایبری را ایجاد کرده و به تصمیم‌گیری‌های آگاهانه و هشدار‌های فوری کمک کند.[۱]

### مزایای اطلاعات تهدید رایانه‌ای
اطلاعات تهدیدات رایانه‌ای مزایای زیادی فراهم می‌کند از جمله:
- به سازمان‌ها قدرت می‌دهد تا امنیت رایانه‌ای را بهبود بخشند و سیاست‌های کلی مدیریت ریسک را تقویت کنند.
- پیش‌بینی وضعیت امنیت رایانه‌ای سازمان
- تشخیص بهتر تهدیدها
- تصمیم‌گیری بهتر در حین و پس از تشخیص یک نفوذ رایانه‌ای را امکان‌پذیر می‌کند.

## عناصر کلیدی
داده‌ها یا اطلاعات مربوط به تهدیدات رایانه‌ای با عناصر اصلی زیر به عنوان اطلاعات تهدیدات رایانه‌ای در نظر گرفته می‌شوند:
- مبتنی بر شواهد: شواهد تهدید رایانه‌ای ممکن است از تجزیه و تحلیل بدافزار به دست آید تا اطمینان حاصل شود که تهدید معتبر است
- مطلوبیت: برای تأثیر مثبت بر نتیجه یا سازماندهی یک حادثه امنیتی، باید ابزار خاصی وجود داشته باشد
- قابل اجرا: اطلاعات تهدیدات رایانه‌ای به دست آمده باید اقدامات کنترل امنیتی را هدایت کند، نه فقط داده‌ها یا اطلاعات

## اسناد
تهدیدات رایانه‌ای شامل استفاده از رایانه، نرم‌افزار و شبکه است. در حین یا بعد از یک حمله سایبری اطلاعات فنی در مورد شبکه و کامپیوترهای بین مهاجم و قربانی را می‌توان جمع‌آوری کرد. با این حال، شناسایی فرد (های) پشت یک حمله، انگیزه‌های آنها یا حمایت کننده اصلی حمله، دشوار است. تلاش‌های اخیر در زمینه اطلاعات تهدید بر درک TTP‌های دشمن تأکید دارد. در سراسر صنایع، سازمان‌ها شروع به استفاده از چارچوب MITER ATT & CK برای درک TTP بازیگران تهدید و شناسایی حفره‌های دفاعی کرده‌اند.
تعدادی از گزارش‌ها توسط سازمان‌های دولتی و خصوصی منتشر شده‌است که مرجع حملات رایانه‌ای را مشخص می‌کنند. این شامل گزارش‌های APT1 و APT28 گزارش CERT آمریکا گزارش APT29 و Dragonfly ,Waterbug Group و Seedworm است.